# Lacanobia spinaciae
Lacanobia spinaciae là một loài bướm đêm trong họ Noctuidae.